# Зимові Дефлімпійські ігри 2003
XV Зимові Дефлімпійські ігри пройшли в м. Давос, Швеція, з 28 лютого по 8 березня 2003 року. У змаганнях взяло участь 247 спортсменів із 21 країни. Це вже другі дефлімпійські ігри, які були проведені на території Швеції. Перші відбулися в 1963 році — Зимові Дефлімпійські ігри 1963. В Сундсваллі було додано ще один вид спорту — сноубординг.

## Дисципліни
Змагання пройшли з 4 спортивних дисциплін.

### Індивідуальні
| - Гірськолижний спорт - Лижні перегони - Сноубординг |

### Командні
| - Хокей - Лижні перегони |

## Країни-учасники
У XV Зимових дефлімпійських іграх взяли участь спортсмени з 21 країни:
| - Австрія - Велика Британія - Німеччина - Італія - Канада - Литва - Нідерланди |  | - Норвегія - Польща - Росія - Словаччина - Словенія - Туреччина - Україна |  | - США - Фінляндія - Франція - Чехія - Швейцарія - Швеція - Японія |

## Нагороди
Країна господар (Швеція)
| Місце    | Країна     | Золото | Срібло | Бронза | Загалом |
| -------- | ---------- | ------ | ------ | ------ | ------- |
| 1        | Росія      | 6      | 6      | 6      | 18      |
| 2        | Італія     | 3      | 2      | 1      | 6       |
| 3        | США        | 2      | 5      | 8      | 15      |
| 4        | Чехія      | 2      | 1      | 1      | 4       |
| 5        | Німеччина  | 2      | 1      | 0      | 3       |
| 5        | Канада     | 2      | 1      | 0      | 3       |
| 5        | Норвегія   | 2      | 1      | 0      | 3       |
| 8        | Японія     | 2      | 0      | 0      | 2       |
| 9        | Словаччина | 1      | 1      | 1      | 3       |
| 10       | Фінляндія  | 1      | 0      | 0      | 1       |
| 11       | Словенія   | 0      | 2      | 1      | 3       |
| 12       | Австрія    | 0      | 1      | 0      | 1       |
| 13       | Україна    | 0      | 1      | 0      | 1       |
| 14       | Швейцарія  | 0      | 0      | 3      | 3       |
| 15       | Швеція     | 0      | 0      | 1      | 1       |
| Загалом: | Загалом:   | 23     | 23     | 22     | 68      |